# Högskoleexamen
Högskoleexamen (engelska: University Diploma 120 higher education credits) är en akademisk examen i Sverige, fastställd i sin nuvarande form 1977. Den omfattar högskoleutbildning om 120 högskolepoäng motsvarande minst två års heltidsstudier, fullgjorda på grundnivå vid svenskt universitet eller högskola.
Internationellt motsvaras den ungefär av brittisk Diploma of Higher Education, amerikansk Associate's degree, fransk Diplôme d'études universitaires générales. 

## Examensfordringar för Högskoleexamen
En högskoleexamen kan avläggas efter fullgjorda högskolestudier motsvarande minst två års heltidsstudier eller minst 120 högskolepoäng, det vill säga 80 gamla akademiska poäng i det gamla systemet. Inriktningen bestäms av det lärosäte som ger utbildningen. 
En högskoleexamen ska enligt de nya bestämmelserna innehålla ett självständigt arbete om minst 7,5 högskolepoäng, vilket så gott som alltid tolkas som krav på en akademisk uppsats eller ett examensarbete. Normalt ska detta inom ramen för huvudämnets B-kurs.
Den som avlagt en högskoleexamen kan, efter fortsatta studier på kandidatnivån, ansöka om en filosofie kandidatexamen.

### Mål

#### Kunskap och förståelse
För högskoleexamen skall studenten
- visa kunskap och förståelse inom det huvudsakliga området (huvudområdet) för utbildningen, inbegripet kännedom om områdets vetenskapliga grund och kunskap om några tillämpliga metoder inom området.

#### Färdighet och förmåga
För högskoleexamen skall studenten
- visa förmåga att söka, samla och kritiskt tolka relevant information för att formulera svar på väldefinierade frågeställningar inom huvudområdet för utbildningen,
- visa förmåga att redogöra för och diskutera sitt kunnande med olika grupper, och
- visa sådan färdighet som fordras för att självständigt arbeta med vissa uppgifter inom det område som utbildningen avser.

##### Värderingsförmåga och förhållningssätt
För högskoleexamen skall studenten
- visa kunskap om och ha förutsättningar för att hantera etiska frågeställningar inom huvudområdet för utbildningen.

##### Självständigt arbete (examensarbete)
För högskoleexamen skall studenten 
- inom ramen för kursfordringarna ha fullgjort ett självständigt arbete (examensarbete) inom huvudområdet för utbildningen.

### Övrigt
För högskoleexamen med en viss inriktning skall 
- de preciserade krav också gälla som varje högskola själv bestämmer inom ramen för kraven i denna examensbeskrivning.